# تيين كازاخستاني
التيين (بالقازاقية: Тиын)‏ هي أجزاء عملة كازاخستان، حيث يساوي 1⁄100 من التينغ الكازاخستاني حتى سنة 1995.
طرحت عملات التيين في 15 نوفمبر 1993 للتداول، حيث توفرت عملات ورقية بقيمة 1 و2 و3 و5 و10 و20 و50 تيين للتداول. خرجت هذه العملات عن التداول بتاريخ 30 ديسمبر 1995.
لاحقا توفرت عملات معدنية بقيمة 2 و3 و5 و10 و20 و50 تيين للتداول، حيث استمر تداولها بين 1 مارس 1994 إلى 31 ديسمبر 2012.
كما كان التيين هو وحدة أجزاء عملة السوم الأوزبكستاني حتى سنة 2021، وكذلك هو وحدة أجزاء عملة السوم القيرغيزستاني.

## الأوراق النقدية
| الصورة                                  | الصورة | قيمة العملة (تيين) | المقاسات (ملم) | الألوان | الوصف       | الوصف                       | تاريخ الإصدار  |
| الأمام                                  | الخلف  | قيمة العملة (تيين) | المقاسات (ملم) | الألوان | الأمام      | الخلف                       | تاريخ الإصدار  |
| --------------------------------------- | ------ | ------------------ | -------------- | ------- | ----------- | --------------------------- | -------------- |
|                                         |        | 1                  | 105×65         | أخضر    | قيمة العملة | شعار كازاخستان، قيمة العملة | 30 ديسمبر 1995 |
|                                         |        | 2                  | 105×65         | أزرق    | قيمة العملة | شعار كازاخستان، قيمة العملة | 30 ديسمبر 1995 |
|                                         |        | 5                  | 105×65         | أرجواني | قيمة العملة | شعار كازاخستان، قيمة العملة | 30 ديسمبر 1995 |
|                                         |        | 10                 | 105×65         | أحمر    | قيمة العملة | شعار كازاخستان، قيمة العملة | 30 ديسمبر 1995 |
|                                         |        | 20                 | 105×65         | أزرق    | قيمة العملة | شعار كازاخستان، قيمة العملة | 30 ديسمبر 1995 |
|                                         |        | 50                 | 105×65         | بني     | قيمة العملة | شعار كازاخستان، قيمة العملة | 30 ديسمبر 1995 |
| مقياس الصورة هو 1.0 بكسل لكل 1 ملليمتر. |        |                    |                |         |             |                             |                |

## العملات المعدنية
| صورة | قيمة العملة (تيين) | المادة | القطر (ملم) | السمك (ملم) | الكتلة (غم) | الحواف | مدة التعامل                  |
| ---- | ------------------ | ------ | ----------- | ----------- | ----------- | ------ | ---------------------------- |
|      | 2                  | نحاس   | 17,27       | 1,3         | 2,26        | أملس   | 1 مارس 1994 — 31 ديسمبر 2012 |
|      | 5                  | نحاس   | 17,27       | 1,3         | 2,26        | أملس   | 1 مارس 1994 — 31 ديسمبر 2012 |
|      | 10                 | نحاس   | 19,56       | 1,6         | 3,48        | أملس   | 1 مارس 1994 — 31 ديسمبر 2012 |
|      | 20                 | نحاس   | 21,87       | 1,7         | 4,71        | أملس   | 1 مارس 1994 — 31 ديسمبر 2012 |
|      | 50                 | نحاس   | 25          | 2           | 7,43        | أملس   | 1 مارس 1994 — 31 ديسمبر 2012 |